# François Rollin
Pour l’article ayant un titre homophone, voir François Raulin.
Pour les articles homonymes, voir Rollin.
François Rollin, né le 31 mai 1953 à Malo-les-Bains (Nord), est un acteur, humoriste et scénariste français.
Il est notamment connu pour son personnage du « Professeur Rollin », créé en 1988 pour la série Palace, ainsi que pour son rôle du roi Loth dans la série Kaamelott.
En parallèle de son activité de comédien, il est aussi metteur en scène, journaliste et chroniqueur de radio s'exprimant dans de nombreux médias (RTL, France Inter, France Culture, Europe 1, Europe 2 ou encore Le Monde).
Son humour absurde, parfois proche du non-sens, joue de toutes les ressources de la langue française.

## Biographie

### Déroulement de carrière
François Maurice Rollin est diplômé de l'École supérieure des sciences économiques et commerciales (ESSEC). Avec des ex-condisciples de l'ESSEC, il fonde le groupe de chanson burlesque « Tchouk Tchouk Nougâh », qui enregistre quelques disques et se produit sur scène dans les années 1980.
D'abord journaliste au Monde, puis chroniqueur dans les revues Vu de gauche et Fluide glacial, il acquiert la notoriété grâce à la série télévisée Palace où il crée le personnage du « Professeur Rollin ».
François Rollin multiplie ensuite les apparitions sur scène, à la télévision et à la radio. Il a également publié plusieurs livres et apparaît plusieurs fois au cinéma, notamment à partir des années 2000.
En parallèle de sa carrière de seul en scène, François Rollin a également coécrit et/ou mis en scène les spectacles de plusieurs artistes tels qu'Arnaud Tsamère, Pierre Palmade, Chantal Ladesou, Jean-Marie Bigard, Guy Carlier ou Vincent Dedienne.
Le 29 juillet 2017, il fait savoir par voie de presse qu'il arrête le seul en scène car il ne parvient plus à en vivre,.

### Spectacles
En 2002, il crée et présente le happening théâtral Le Grand Mezze avec Édouard Baer, sous la direction duquel il a joué dans La Bostella et Akoibon.
De septembre 2005 à juin 2006, il présente les FMR de Rollin à l'Européen. Il y joue une série de dix spectacles uniques et inédits souvent accompagné par des invités tels que Ramzy Bedia ou Emmanuel Depoix.
En 2009, il interprète son spectacle Colères à L'Olympia.
En 2012, répondant à une commande du festival de l'Épau, il écrit de nouveaux textes pour Le Carnaval des animaux de Camille Saint-Saëns, créés le 31 mai 2012.
Le 3 mai 2014, il participe à la carte blanche d'Arnaud Tsamere en clôture du Dinard Comedy Festival (festival d'humour où il a été de nombreuses fois maître de cérémonie) et provoque un lancer de tomates sur lui-même.
Il est également de retour avec Le professeur Rollin se rebiffe, écrit avec Joël Dragutin et Vincent Dedienne et mis en scène par ce dernier, au théâtre de l'Européen à Paris à partir du 29 janvier 2015. Ce spectacle connaît une deuxième version appelée Le professeur Rollin se re-rebiffe, à partir du 10 novembre 2016, toujours à l'Européen.
Il participe au Montreux Comedy Festival plusieurs années de suite (2008, 2010, 2011, 2015 notamment), dont son producteur, Grégoire Furrer, est également le créateur.

### Radio
On l'entend à la radio dans des émissions humoristiques sur France Inter, Europe 2 ou France Culture (L'Œil du larynx jusqu'en juillet 2011, puis Pain de campagne, chronique de l'élection présidentielle de 2012).
De septembre 2014 à juin 2015, il présente une chronique hebdomadaire dans la matinale de France Inter, le mardi à 8 h 55. Cette chronique est supprimée en juillet 2015. Le 21, François Rollin annonce avoir été viré « comme un malpropre » par la directrice Laurence Bloch et condamne le silence de Patrick Cohen pour lequel il croit ne pas être assez bien-pensant,. France Inter affirme avoir proposé « d'autres formes de collaboration » à François Rollin qui quitte la station.
Il est sociétaire des Grosses Têtes de façon régulière sur RTL depuis le 18 janvier 2016.
Après avoir été chroniqueur d'Édouard Baer dans Secrets de femmes sur Radio Nova en 2001, il fait son retour sur la chaîne dans la matinale Plus près de toi, à nouveau présentée par Édouard Baer, de 2016 à 2018. Il y présente des rubriques humoristiques telles que Le flan du mardi ou Les jeux du professeur Rollin,.

### Télévision
- François Rollin participe à l'émission Merci Bernard, diffusée entre 1982 et 1984, principalement en tant que scénariste. En 1988, il participe également avec la même équipe d'auteurs et le même réalisateur Jean-Michel Ribes à la série Palace. C'est lors de cette émission qu'il crée son personnage du Professeur Rollin. Il apparaît essentiellement dans des séquences intitulées Le professeur Rollin a toujours quelque chose à dire.
- Entre 1989 et 1990, il participe à l'écriture des Arènes de l'info puis il crée avec Benoit Delépine et Jean-Marie Gourio la nouvelle formule intitulée Les Guignols de l’info. On lui doit notamment la fameuse boîte à coucou de Johnny[16].
- François Rollin a collaboré à plusieurs reprises avec Thierry Ardisson, d'abord dans Double jeu en 1992 puis dans Ardimat en 1993, émissions diffusées par France 2 dans lesquelles il intervient en tant que Professeur Rollin. À la rentrée 2017, il est la voix off de Salut les Terriens ![17] sur C8.
- Il a  participé à des émissions de Karl Zéro sur Canal + telles que Le vrai journal en 1996 ou Le journal des bonnes nouvelles en 2002.
- À l'été 2003, il participe au magazine décalé Le Grand Plongeoir sur France 2 avec Édouard Baer.
- En fin d'année 2004, il écrit et interprète à nouveau le professeur Rollin dans des séquences diffusées sur France 5 intitulées Les Contes de Noël et du nouvel an du professeur Rollin.
- De 2006 à 2009, il interprète le roi Loth d'Orcanie dans la série télévisée Kaamelott. Sa composition Vertiges, un poème de huit lignes sur lequel il brode un sketch dans Merci Bernard puis dans Palace, sert d'ailleurs de base à l'épisode « Le Discours » (livre IV, épisode 77), dans lequel il lit un discours de politique militaire, mais ne le finit jamais car il s'interrompt sans arrêt pour critiquer son contenu.
- Entre octobre 2011 et février 2012, il coprésente avec Vinvin Le Grand Webzé, une émission mensuelle diffusée en direct sur France 5 et sur le web[18].
- Il adapte en série animée la bande dessinée de Tignous Pandas dans la brume, diffusée en 2016 et dans laquelle il prête également sa voix. Une deuxième saison est diffusée en 2019.Une troisième saison diffusée en 2022.
- François Rollin prête sa voix à la série scientifique Reconnexion diffusée sur Arte à partir de septembre 2019[19].

### Autres projets
Il est l’auteur des textes de la cérémonie d’ouverture des Jeux olympiques d'hiver de 1992.
Il est le secrétaire général de l'association Vive Darry dont l'objet est l'attribution annuelle du prix Darry Cowl, récompense honorant un talent humoristique pluridisciplinaire.
Le 18 janvier 2016, il devient membre de l'Académie Alphonse Allais, avec Liane Foly.
Il participe en 2017 au clip du titre Red Wine Teeth du groupe Sons Of O'Flaherty.
François Rollin est père de cinq enfants.

## Publications
- J'ai réfléchi pour vous, 2001
- Les Grands Mots du professeur Rollin, Paris, éditions Points, 2006  (ISBN 9782757803943)
- Les Belles Lettres du professeur Rollin, Paris, éditions Points, 2007  (ISBN 2259207391)
- Astier et Rollin posent les bases de la pensée moderne : entretien libre sur la transmission entre générations, avec Alexandre Astier, 2009
- Les Rollinettes, illustré par Benjamin Chaud, Éd. l'Édune, 2011
- Colères, éditions Stock, 2015[22]
- Les dictées loufoques du professeur Rollin, 2015  (ISBN 9782732475158)
- Épîtres (avec Arnaud Joyet et Arnaud Tsamère), 2016[23]
- Suis-je bête !, illustré par Daniel Goossens et préfacé par Alexandre Astier, 2020  (ISBN 9782130824053)
- Mémoires d'un gros mytho, illustré par Stéphane Trapier et préfacé par Dany Boon, 2022  (ISBN 978-2755697407)
- Dictionnaire amoureux de la bêtise, illustré par Catherine Pomper, Paris, Plon, 560 p., 2022  (ISBN 978-2259310345)
- D'où vient le mal - L'énigme enfin résolue... ou pas, Cerf, 2023  (ISBN 978-2204151573)

## Théâtre

### Comme auteur
- 1990 : Hirondelles de saucisson
- 1995 : Colères, coécrit avec Joël Dragutin
- 2000 : L'Envol du pingouin de Jean-Jacques Vanier, coécrit avec lui, Éditions Camino Verde, 2021, 56 p.  (ISBN 9791090267541)
- 2001 : Pas tout blanc, pas tout noir de Michel Muller, coécrit avec Michel Muller, Christophe Bergeronneau, Christophe Bettati, Antoine Benguigui et Sophie Pincemaille
- 2003 : Le professeur Rollin a encore quelque chose à dire
- 2004 : À part ça, la vie est belle de Jean-Jacques Vanier, coécrit avec lui, Éditions Camino Verde, 2021, 48 p.  (ISBN 9791090267558)
- 2005 : Chose promise d'Arnaud Tsamere, coécrit avec Arnaud Tsamere et Arnaud Joyet
- 2008 : Sophie Mounicot, c'est mon tour ! de Gérald Sibleyras et Sophie Mounicot, mise en scène Roland Marchisio, Petits Mathurins
- 2009 : Elles de Jean-Jacques Vanier, coécrit avec lui
- 2009 : J'ai l'impression que je vous plais... Vraiment ! de Chantal Ladesou, coécrit avec Chantal Ladesou
- 2011 : Ici et Maintenant de Guy Carlier, avec Guy Carlier
- 2012 : Avec le temps... de Catherine Laborde, avec Guy Carlier
- 2014 : S'il se passe quelque chose de Vincent Dedienne, coécrit avec Vincent Dedienne, Mélanie Le Moine et Juliette Chaigneau
- 2014 : Confidences sur pas mal de trucs plus ou moins confidentiels d'Arnaud Tsamere, coécrit avec Arnaud Tsamere et Arnaud Joyet
- 2014 : Le professeur Rollin se rebiffe, coécrit avec Joël Dragutin et Vincent Dedienne
- 2016 : Le professeur Rollin se re-rebiffe, coécrit avec Joël Dragutin et Vincent Dedienne

### Comme metteur en scène
- 1988 : Pendant ce temps nos deux héros de Franck Arguillère et Yves Hirschfeld, Théâtre Le Ranelagh
- 1993 : Chantal Ladesou de Chantal Ladesou
- 2000 : L'Envol du pingouin de Jean-Jacques Vanier (2006 au Théâtre La Bruyère, 2008 au Théâtre de l'Ouest parisien)
- 2004 : À part ça, la vie est belle de Jean-Jacques Vanier
- 2004 : Le Naturaliste, seul en scène de Patrick Robine
- 2005 : Chose promise d'Arnaud Tsamere, mis en scène avec Arnaud Joyet
- 2008 : Sans tambour ni tambour et Canard laqué des Trompettes de Lyon
- 2009 : Elles de Jean-Jacques Vanier, Théâtre de l'Ouest parisien, Pépinière Théâtre
- 2011 : Ici et Maintenant de Guy Carlier
- 2013 : No 9 de Jean-Marie Bigard
- 2014 : S'il se passe quelque chose, seul en scène de Vincent Dedienne
- 2014 : Confidences sur pas mal de trucs plus ou moins confidentiels d'Arnaud Tsamere, mis en scène avec Arnaud Joyet
- 2016 : Tout s'arrange ! des Trompettes de Lyon
- 2018 : J'ai rien entendu mais j'ai tout compris de Tatiana Djordjevic (Festival Off d'Avignon, Théâtre des Brunes)
- 2019 : La promesse du papillon de Damien Luce, Théâtre des Variétés

### Comme comédien
- 1990 : Hirondelles de saucisson (mis en scène de Jean-Michel Ribes)
- 1995 : Colères (mise en scène de Joël Dragutin)
- 2003 : Le professeur Rollin a encore quelque chose à dire (conférence sur la progression diagonale) (mis en scène de Jean-Michel Ribes)
- 2005 : Seul de Pierre Légaré, Théâtre de la Gaîté-Montparnasse
- 2005 : Les FMR de Rollin
- 2008 : Colères (reprise) (mise en scène de Joël Dragutin)
- 2013 : Inconnu à cette adresse de Kressmann Taylor, lecture dirigée par Delphine de Malherbe, théâtre Antoine-Simone Berriau
- 2014 : Le professeur Rollin se rebiffe, mis en scène de Vincent Dedienne
- 2016 : Le professeur Rollin se re-rebiffe, mis en scène de Vincent Dedienne[9]
- 2018 : La Dame de chez Maxim de Georges Feydeau, mise en scène Alain Sachs, théâtre du Gymnase

## Filmographie

### Comme scénariste
- 1982 : Merci Bernard, série télévisée de Jean-Michel Ribes
- 1988 : Palace, série télévisée de Jean-Michel Ribes
- 1995 : Associations de bienfaiteurs, série télévisée de Jean-Daniel Verhaeghe

### Comme acteur

#### Télévision
- 1982 : Merci Bernard de Jean-Michel Ribes (série télévisée) : personnages variés
- 1988 : Palace de Jean-Michel Ribes (série télévisée) : Professeur Rollin / client coincé / journaliste sportif
- 1991 : Le Piège de Serge Moati (téléfilm) : Merle
- 1993 : Jacques le fataliste d'Antoine Douchet (téléfilm) : le juge
- 1997 : L'Agence Lambert, L d'Étienne Labroue (série télévisée)
- 1997-1999 : Le Centre de visionnage (série télévisée)
- 2003 : Le Grand Plongeoir de Tristan Carné, Nicolas et Bruno et Guy Saguez (série télévisée) : lui-même
- 2006-2009 : Kaamelott d'Alexandre Astier (série télévisée) : roi Loth d'Orcanie
- 2008 : Chez Maupassant, épisode Le Rosier de Madame Husson de Denis Malleval (série télévisée) : L'abbé Malou
- 2010 : Les Invincibles d'Alexandre Castagnetti et Pierric Gantelmi d'Ile (série télévisée) : Père Poitras
- 2010 : La Peau de chagrin d'Alain Berliner (téléfilm) : le médecin vague
- 2012 : Palmashow, épisode Quand ils font un braquage (série télévisée) : le chef des braqueurs
- 2012 : Les Opérateurs de François Descraques et Slimane-Baptiste Berhoun (web-série) : le médecin
- 2014 : Profilage, épisode Face caméra de Simon Astier (série télévisée) : Maxime Lartigues
- 2017 : Paris etc. de Zabou Breitman (série télévisée) : le professeur Masson Poudler
- 2018 : Mike (série télévisée) : Marc Bordier
- 2019 : Cherif (série télévisée) : Docteur Bailly
- 2019 : C'est quoi ton nom (série télévisée) : Professeur Rollin
- 2020 : Gangrènes de Cédric Ido (téléfilm)
- 2021 : Mixte (série télévisée) : Proviseur Jacquet
- 2023 : Tapie (mini-série télévisée) : Albert, le conseiller spécial
- 2023 : Rictus (série télévisée) : Pollux

#### Cinéma
- 1990 : Le Provincial de Christian Gion : un publicitaire
- 1999 : Je règle mon pas sur le pas de mon père de Rémi Waterhouse : ancien baron
- 2000 : La Bostella d'Édouard Baer : Docteur Drain
- 2000 : Les Frères Sœur de Frédéric Jardin : Jean-Louis
- 2001 : Lacryma-Christine de Sylvain Gillet (court métrage)
- 2002 : Mille millièmes de Rémi Waterhouse : ouvrier médaille
- 2003 : Les Clefs de bagnole de Laurent Baffie : le directeur du Marineland
- 2005 : Akoibon d'Édouard Baer : Gilles Terrence
- 2005 : Combien tu m'aimes ? de Bertrand Blier : Michael
- 2005 : Zooloo de Nicolas Bazz (court métrage) : le maire
- 2006 : Fauteuils d'orchestre de Danièle Thompson : Marcel
- 2006 : Momo Dub de Guillaume Bourg (court métrage) : Molière
- 2006 : Le Phénomène Paul-Émile Raoul (court métrage ESRA)
- 2008 : Coluche, l'histoire d'un mec d'Antoine de Caunes : Gérard Nicoud, le défenseur des commerçants et des artisans
- 2012 : Main dans la main de Valérie Donzelli : le commissaire Moulet
- 2013 : La Stratégie de la poussette de Clément Michel : Franck Del Rio
- 2013 : 16 ans... ou presque de Tristan Séguéla : Professeur Bernin
- 2014 : Le Fantôme de merde de Raphaël Descraques (court métrage)
- 2014 : Le Grimoire d'Arkandias de Julien Simonet et Alexandre Castagnetti : Sigmar Arkandias
- 2014 : Les Nuits d'été de Mario Fanfani : Georges Weissweiller
- 2014 : Lou ! Journal infime de Julien Neel : Henry, le père de Marie-Émilie
- 2016 : Hibou de Ramzy Bedia : Monsieur Grebier
- 2016 : Tamara d'Alexandre Castagnetti : le professeur de français
- 2018 : Bonhomme de Marion Vernoux : Docteur Bensoussan
- 2018 : Astérix : Le Secret de la potion magique d'Alexandre Astier et Louis Clichy : Grotadefrix (voix)
- 2019 : Salauds de pauvres (film à sketches)
- 2020 : Gentil.le d'Olivier Aufauvre et Laureline Kuntz (court métrage) : Thierry
- 2020 : Inside de Vincent Bonet : le frère jumeau de Derek
- 2021 : Kaamelott : Premier Volet d'Alexandre Astier : Loth d'Orcanie
- 2021 : Années 20 d'Élisabeth Vogler : François
- 2021 : Partir un jour d'Amélie Bonnin (court métrage) : Gérard
- 2021 : Avant-Garde de Maxime Azzopardi et Adrien Guedra-Degeorges (court métrage)
- 2022 : Simone, le voyage du siècle d'Olivier Dahan : le directeur de la prison de Fresnes
- 2023 : Sur la branche de Marie Garel-Weiss : Claude, père de Mimi
- 2024 : Les Pistolets en plastique de Jean-Christophe Meurisse : Jean-Pierre, le tuteur
- 2024 : Les Gendarmes et les voleurs de Maxime Azzopardi et Adrien Guedra-Degeorges (court métrage)
- 2025 : Partir un jour d'Amélie Bonnin : Gérard
- 2025 : Kaamelott : Deuxième volet partie 1 d’Alexandre Astier : Loth d'Orcanie

### Comme musicien
François Rollin est aussi un des membres du groupe Tchouk Tchouk Nougah avec
Franck Arguillere : guitare, saxo, voix
Pascal Delafosse : contrebasse, voix
Marc Beacco : guitares, voix
François Rollin : flûtes, voix

## Prix reçus
- 2009 : prix Raymond-Devos de la langue française[24].
- 2018 : prix Obaldia[25].

### Note
1. ↑  La prononciation en français de France standardisé retranscrite selon la norme API est /fʁɑ̃swa ʁɔlɛ̃/.